# Ґіжино (Мазовецьке воєводство)
Ґіжино (пол. Giżyno, нім. Glesen) — село в Польщі, у гміні Бельськ Плоцького повіту Мазовецького воєводства.
Населення — 150 осіб (2011).
У 1975-1998 роках село належало до Плоцького воєводства.

## Демографія
Демографічна структура станом на 31 березня 2011 року:
|          | Загалом | Допрацездатний вік | Працездатний вік | Постпрацездатний вік |
| -------- | ------- | ------------------ | ---------------- | -------------------- |
| Чоловіки | 74      | 15                 | 54               | 5                    |
| Жінки    | 76      | 18                 | 50               | 8                    |
| Разом    | 150     | 33                 | 104              | 13                   |